# 极锋
在气象学中，极锋是两半球两半球两极地区附近，纬度60° 附近的极地环流和费雷尔环流之间的锋面边界。在这个边界处，这两个气团之间出现了很大的温度梯度，温差显著。 
极锋是由寒冷的极地空气遇到温暖的热带空气而产生的。它是一个准静止锋，因为气团基本没有相对移动，保持稳定。 在北美东部沿海地区，尤其是在冬季，白雪覆盖的土地和温暖的近海洋流之间存在较大的温度梯度。
极锋理论认为，中纬度温带气旋形成于暖空气和冷空气的交界处。 在冬季，极锋向赤道移动，而在夏季，高压系统占主导地位。